# Taiga Ishiura
Taiga Ishiura (石浦 大雅 Ishiura Taiga?), född 22 november 2001 i Tokyo prefektur, är en japansk fotbollsspelare.
Ishiura började sin karriär 2019 i Tokyo Verdy.